# Stern und Tod des Joaquin Murieta
Stern und Tod des Joaquin Murieta (Originaltitel: Звезда и смерть Хоакина Мурьеты) ist ein sowjetischer Spielfilm aus dem Jahr 1982, der unter der Regie von Wladimir Grammatikow die Lebensgeschichte des mexikanischen Nationalhelden in Form eines Musicals nach der literarischen Vorlage von Pablo Neruda erzählt. In der DDR lief der Film am 22. Februar 1985 an.

## Handlung
Während des kalifornischen Goldrausches kommen Tausende von Leuten nach Amerika, um dort ihr Glück zu finden. Unter ihnen befindet sich der Mexikaner Joaquin Murieta und seine große Liebe, Teresa. Ihre Träume von Reichtum und Wohlergehen werden jedoch von der Realität bald komplett zerstört: Banditen begegnen ihnen und nehmen das Wenige was sie haben, wobei Teresa in den Händen der Verbrecher stirbt. Joaquin sammelt Leute, um den Tod zu rächen; seine Bande zieht bald Frauen und Kinder ermordend und Besitztümer in Brand steckend durch die Lande. Die Gegengewalt lässt nicht lange auf sich warten, und schließlich wird Murieta durch Gesetzesvertreter gestellt und getötet.

## Kritik
Das Lexikon des internationalen Films war recht angetan von der „Rock-Oper nach Pablo Nerudas einzigem Theaterstück. Formal wie inhaltlich interessantes, eigenwilliges, musikalisch hörenswertes, wenn auch auf zuviel Brutalität abgestelltes Action-Musical.“